# Bernhard Knoblauch
Otto Bernhard Knoblauch (* 9. Mai 1851 in Berlin; † 12. Dezember 1927 in Berlin) war ein deutscher Gärungschemiker, Brauereidirektor und Verbandspräsident.

## Leben
Otto Bernhard Knoblauch war der jüngere Bruder des Brauereigründers Armand Knoblauch. Nach einem Chemiestudium arbeitete er ab 1884 ebenfalls für das Böhmische Brauhaus.
Ab 1885 war er Vorsitzender der Berliner Brauerei- und Mälzerberufsgenossenschaft. 1889 initiierte er die Deutsche Allgemeine Ausstellung zur Unfallverhütung in Berlin. Außerdem organisierte er in Berlin das Krankentransportwesen und den Verband der Ersten Hilfe.
Von 1902 bis 1925 war Bernhard Knoblauch Präsident der von seinem Bruder mitgegründeten Versuchs- und Lehranstalt für Brauerei.

## Ehrungen und Ehrenämter
- Vorsitzender des Kuratoriums der Unfallstation des Roten Kreuzes.[3]
- Gedenktafel am Knoblauchhaus in der Poststraße 23 im Berliner Nikolaiviertel[4]
- Ehrenvorsitzender der VLB Berlin